# Гардінксвелд-Гіссендам
Гардінксвелд-Гіссендам (нід. Hardinxveld-Giessendam) — муніципалітет у Нідерландах, у провінції Південна Голландія.

## Населення
Станом на 31 січня 2022 року населення муніципалітету становило 18510 осіб. Виходячи з площі муніципалітету 16,91 кв. км., станом на 31 січня 2022 року густота населення становила 1.095  осіб/кв. км.
За даними на 1 січня 2020 року 7,5%  мешканців муніципалітету мають емігрантське походження, у тому числі 3,6%  походили із західних країн, та 3,9%  — інших країн.

## Економіка
Станом на 2018 рік середній дохід домогосподарства становить 29,4 тис. євро.